# Phymata fasciata
Phymata fasciata är en insektsart som först beskrevs av Gray 1832.  Phymata fasciata ingår i släktet Phymata och familjen rovskinnbaggar.

## Underarter
Arten delas in i följande underarter:
- P. f. fasciata
- P. f. mystica